# Kanton Saint-Symphorien
Saint-Symphorien is een voormalig kanton van het Franse departement Gironde. Het kanton maakte deel uit van het arrondissement Langon. Het kanton werd opgeheven bij decreet van 20 februari 2014, met uitwerking op 22 maart 2015. Alle gemeenten zijn opgenomen in het nieuwe kanton Les Landes des Graves.

## Gemeenten
Het kanton Saint-Symphorien omvatte de volgende gemeenten:
- Balizac
- Hostens
- Louchats
- Origne
- Saint-Léger-de-Balson
- Saint-Symphorien (hoofdplaats)
- Le Tuzan